# North Cascades National Park
North Cascades  National Park er en nationalpark i delstaten Washington i USA. Parken blev etableret 2. oktober 1968 og havde næsten 20.000 besøgende i 2007. Næsten 93 % af parken blev yderligere beskyttet som uberørt natur via Washington Park Wilderness Act fra 1988.
De vigtigste naturattraktioner i nationalparken er gletcherne. I 1971 havde parken 318 gletchere med et samlet areal på 117 km² og var dermed den parken med flest gletchere af alle amerikanske parker som ligger udenfor Alaska. Alle gletchere i parken havde stor  afsmeltning mellem 1980 og 2005 og hastigheden på issmeltningen øger. Parken  omfatter  dele af bjergkæden North Cascades .
Nationalparken er også kendt for sit dyreliv. Vildmarksområderne i  parken er et naturlig tilholdssted for dyr som ulv, los, elg, jærv og mange andre sjældne og truede dyrearter. Det er været flere observationer af sortbjørn, og også flere andre pattedyr, amfibier og krybdyr er registreret i parken. 
Det er ekstrem variation i klima og landskab i parken og dette afspejles i det varierede planteliv. Parken indeholder også cirka 236  km² med gammel skov som i enkelte tilfælde er flere hundrede år gamle.
Nationalparken har fritidsområder ved søerne Ross Lake og Lake Chelan.  Der er populære vandre- og klatreområder ved  Cascade Pass, Mount Shuksan, Mount Triumph og Eldorado Peak.